# Jerry Land, chasseur d'espions
Pour plus de détails, voir Fiche technique et Distribution.
Jerry Land, chasseur d'espions (titre original : Anónima de asesinos) est un film d'espionnage italo-ouest-germano-espagnol de Juan de Orduña sorti en 1966.

## Synopsis
Jerry Land, un agent de la CIA, est envoyé en mission pour récupérer un microfilm comportant les plans d'un moteur à ions. Il se rend à Naples puis poursuit à Beyrouth. Soudain, il est attaqué par d'autres agents.

## Fiche technique
- Titre français : Jerry Land, chasseur d'espions[1]
- Titre original espagnol : Anónima de asesinos[2] ou Siete trampas para un espía[1]
- Titre italien : Jerry Land - Cacciatore di spie[3]
- Titre allemand : Himmelhunde mögen's heiß[1] ou Warteliste zur Hölle[4]
- Réalisation : Juan de Orduña
- Scénario : Nino Stresa, d'après une histoire de Nino Stresa et Ernst Ritter von Theumer
- Directeur de la photographie : Aldo Ricci
- Montage : Eugenio Alabiso et Siegfried Krämer
- Musique : Piero Umiliani
- Production : Ernst Ritter von Theumer
- Sociétés de production : PEA, Orduña Films Producciones, Theumer Filmproduktion
- Pays de production :  Italie,  Allemagne de l'Ouest,  Espagne
- Langue originale : italien
- Genre : Film d'espionnage, Film d'action
- Durée : 92 minutes
- Date de sortie :
  - Italie : 12 mai 1966
  - France : 31 août 1966
  - Allemagne de l'Ouest : 28 février 1967
  - Espagne : 29 mai 1967 (Madrid)
- Affiche : Constantin Belinsky (France)

## Distribution
- Wayde Preston (VF : Jacques Deschamps) : Jerry Land
- Helga Sommerfeld (VF : Régine Blaess) : Solange Dubonet
- Reinhardt Kolldehoff (VF : Jean Michaud) : Dick Collins
- Antonio Durán (VF : Jean-Pierre Dorat) : John Parker
- Noé Murayama (VF : Jean Violette) : M. Wong
- Franco Fantasia (VF : Georges Aminel) : Boris
- Pamela Tudor (VF : Régine Blaess) : Jasmins
- Kai Fischer (VF : Sophie Leclair) : Fawzia, la femme de chambre
- Sergio Mendizábal : José
- Robert Johnson Jr. (VF : Raymond Loyer) : le major Larighy, chef des services secrets
- Gianni Rizzo (VF : Jacques Monod) : Stefanopoulos
- Lisa Halvorsen (VF : Marcelle Lajeunesse) : Lyda (Lita en VF)
- Antonio Pica : Stevens
- Joaquin Bergía : le directeur de l'hôtel